# LH-10 Ellipse
Le LH-10 Ellipse est un avion biplace conçu en France par LH Aviation.

## Conception
La conception du LH-10 rend l'avion rapidement et facilement démontable pour être transporté sur une remorque au gabarit routier.
Son cockpit en tandem est doté d'une grande verrière. Il dispose, pour son pilotage, d'un mini-manche à droite.

## Développement
L'Ellipse fut imaginé en 2003 et la société fut fondée quelques mois plus tard en 2004. L'appareil effectua son premier vol en septembre 2007. L'appareil fut présenté pour la première fois en vol au salon aéronautique du Bourget en 2009.
Le LH-10 Ellipse est entré en production de série début 2011.
Plusieurs versions sont proposées pour des missions variées : surveillance terrestre et maritime, police du ciel et formation de pilotes civils et militaires.
Au salon Eurosatory en 2015, LH Aviation a présenté le LH-10 « Advanced » destiné à la surveillance des feux de forêts et des navires pollueurs. Il est pour cela équipé d'une boule optronique Otus L170 dans le nez, permettant des détections de jour comme de nuit, d'une liaison satellitaire. Sur l'année 2016, la société LH Aviation enregistre un chiffre d'affaires de plus de 2 millions d'euros à la suite de la vente et de la livraison de plusieurs de ses machines à différents clients .
En avril 2018, la justice ordonne la mise en liquidation judiciaire de LH Aviation, à la suite des nombreux problèmes de gestion de son patron Christophe Remy.

## Commande
En juillet 2010, le Bénin commande quatre  Grand Duc devant être réceptionné début 2011. Un exemplaire fut livré fin 2012, mais, faute de documentation, il ne vole pas.